# Gaultheria lanigera
Gaultheria lanigera  es una especie del género Gaultheria, nativa de los Andes en Colombia y Ecuador. Es un arbusto siempreverde, confinado a altas altitudes.
Existen dos variedades:
- Gaultheria lanigera var. lanigera; de Ecuador
- Gaultheria lanigera var. rufolanata (Sleumer) Luteyn; de Colombia

## Taxonomía
Gaultheria lanigera  fue descrita por William Jackson Hooker y publicado en Icones Plantarum t. 66. 1837.
Etimología
Gaultheria, nombre genérico, mal escrito,  otorgado por el escandinavo Pehr Kalm en 1748 en honor de Jean François Gaultier de Quebec.
lanigera: epíteto latíno que significa "con lana".
Sinonimia
- Brossaea lanigera (Hook.) Kuntze
- Gaultheria lanigera var. lanigera[5]